# Meissner-Körperchen

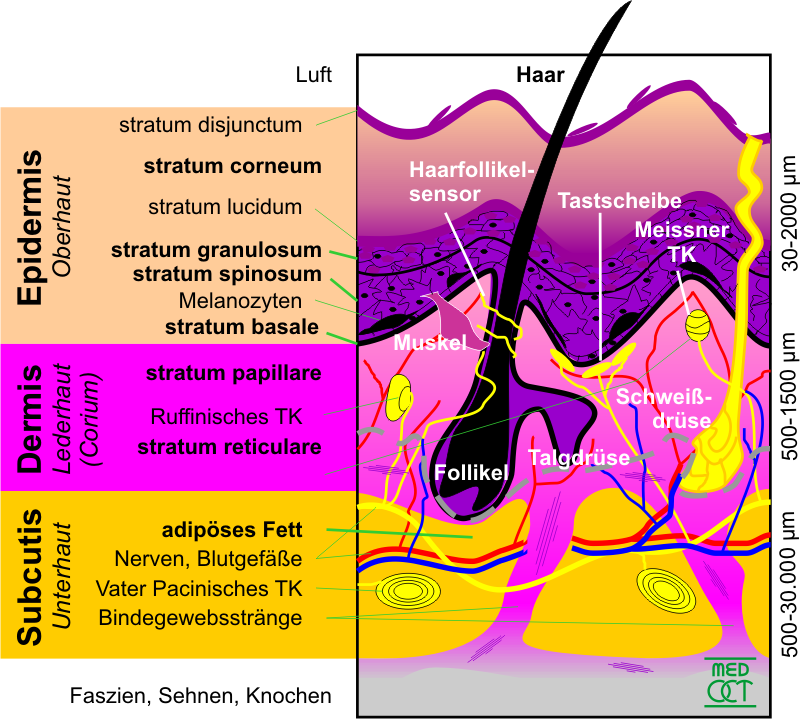
Der Aufbau der Haut, dargestellt ist auch ein Meissner-Körperchen („Meissner TK“)

Meissner-Körperchen oder Meissner-Tastkörperchen – benannt nach ihrem Entdecker, dem deutschen Anatomen und Physiologen Georg Meissner – (früher auch Wagner-Meißnersche Tastkörperchen nach Rudolf Wagner) sind Druckrezeptoren der Leistenhaut. Sie kommen sowohl in der Leisten- als auch in der Felderhaut, im Stratum papillare der Dermis, vor.
Das erstmals 1852 beschriebene länglich-ovale Meissner-Körperchen gehört zur Gruppe der Lamellenkörperchen ohne perineurale Kapsel. Das Körperchen ist ca. 100–150 μm lang und 40–70 μm breit und wird von 1–7 dendritischen Axonen versorgt, die schraubenförmig aufgewunden sind und zwischen denen sich Stapel von Schwann-Zellen befinden. Es handelt sich um pseudounipolare Neurone.
Die Meissner-Körperchen reagieren auf Druckveränderungen. Sie zählen zu den schnell adaptierenden (RA) Mechanorezeptoren, feuern also nur während der Veränderung der Reizstärke. Sie sind Geschwindigkeitssensoren, die das Eindrücken der Haut als Druckveränderung signalisieren, sich aber der neuen, tieferen Position des eindrückenden Objekts anpassen, und somit keine weiteren Signale mehr abgeben. Die Adaptation an einen gleichbleibenden Druckreiz findet sehr schnell, innerhalb von 50–500 ms, statt.
RA-Sensoren der Affenhand reagierten in Versuchen bereits auf Erhebungen von 4 µm, was die besondere Bedeutung dieser Sensoren für den Tastsinn des Menschen verdeutlicht, der z. B. beim Lesen der Braille-Schrift eine wichtige Rolle spielt. Der Tastsinn der Haut wird durch weitere Mechanosensoren vermittelt, die auf bestimmte Reize spezialisiert sind: so reagieren die Merkel-Zellen auf Druckintensität, Ruffini-Körperchen auf Dehnungsreize und die Vater-Pacini-Lamellenkörperchen auf Vibration.
Meissner-Tastkörperchen befinden sich im Stratum papillare der Lederhaut der Leistenhaut, in besonders großer Zahl sind sie in den Fingerkuppen vorhanden. Weiterhin kommen sie im subepithelialen Bindegewebe des Penis, Anus und der Mundschleimhaut vor. In der behaarten Haut fehlen die Meissner-Körperchen, hier befinden sich Haarfollikel-Sensoren, die ähnlich aufgebaut sind.

## Weitere Bilder

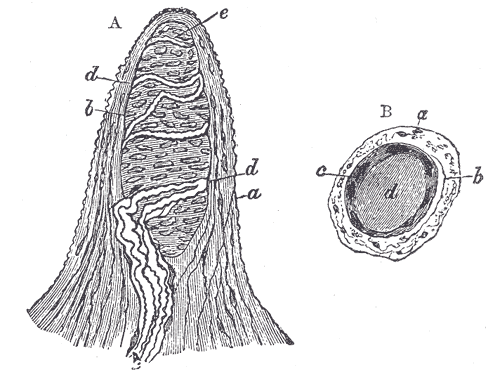
Darstellung eines Meissner-Körperchens von 1918, zu sehen sind insbesondere die „fleckig“ dargestellten Schwann-Zellen und die sich schraubenförmig windenden Axone
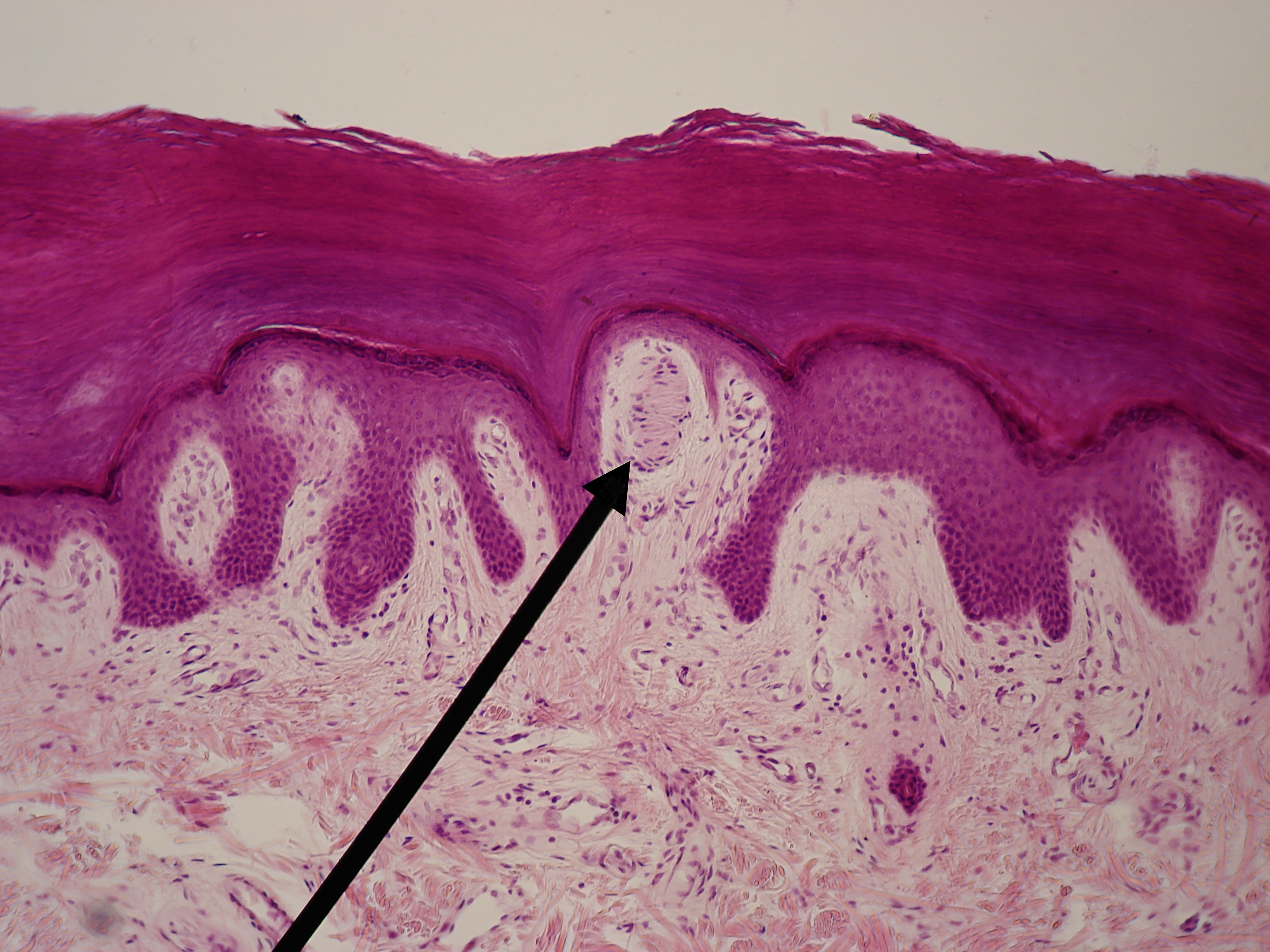
Ein Meissner-Körperchen (Spitze des schwarzen Zeigers) im Lichtmikroskop. Die Lokalisation im stratum papillare des Coriums ist gut zu erkennen.
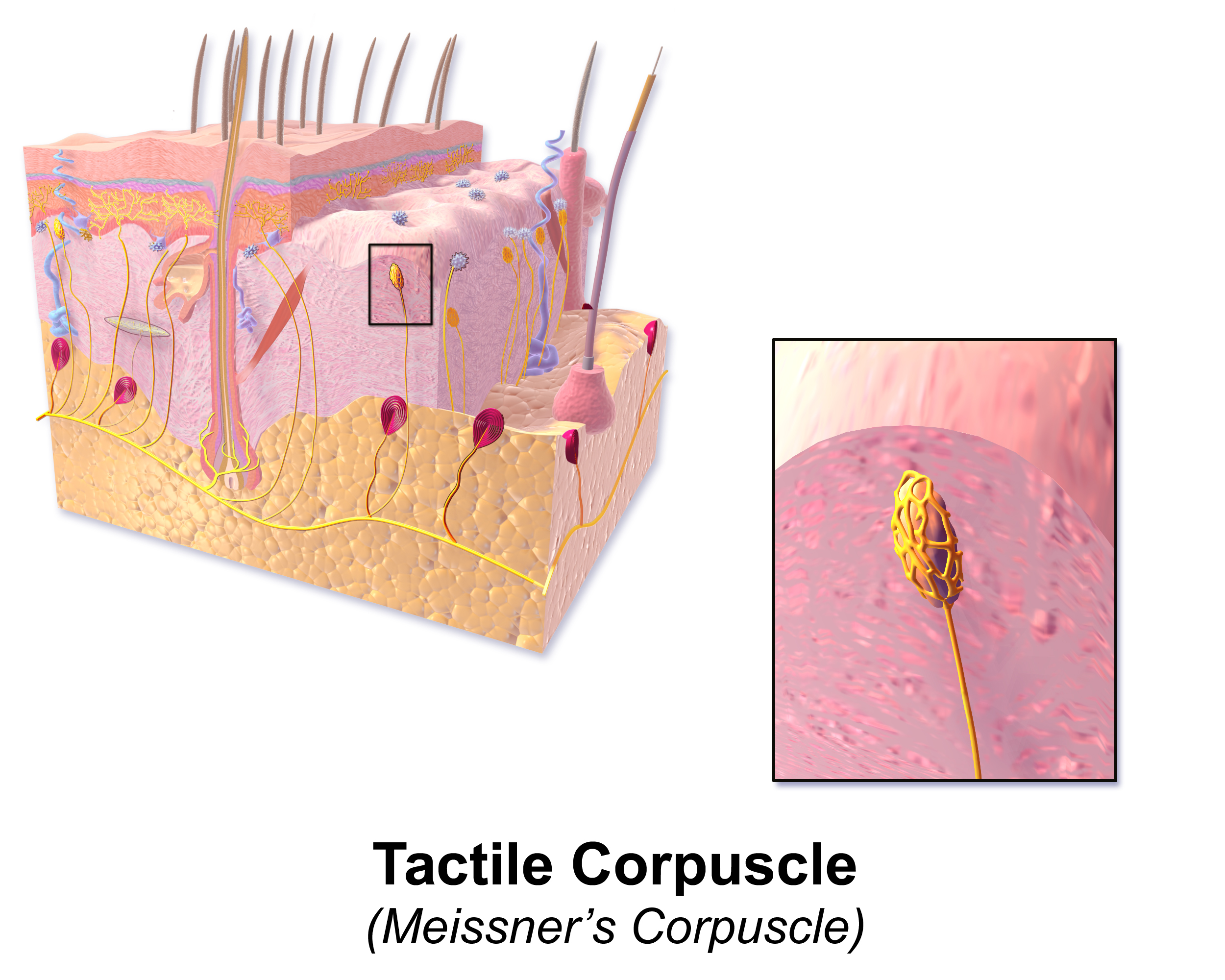
Behaarte menschliche Haut mit der Darstellung des Meissner-Körperchen